# 山城多賀車站

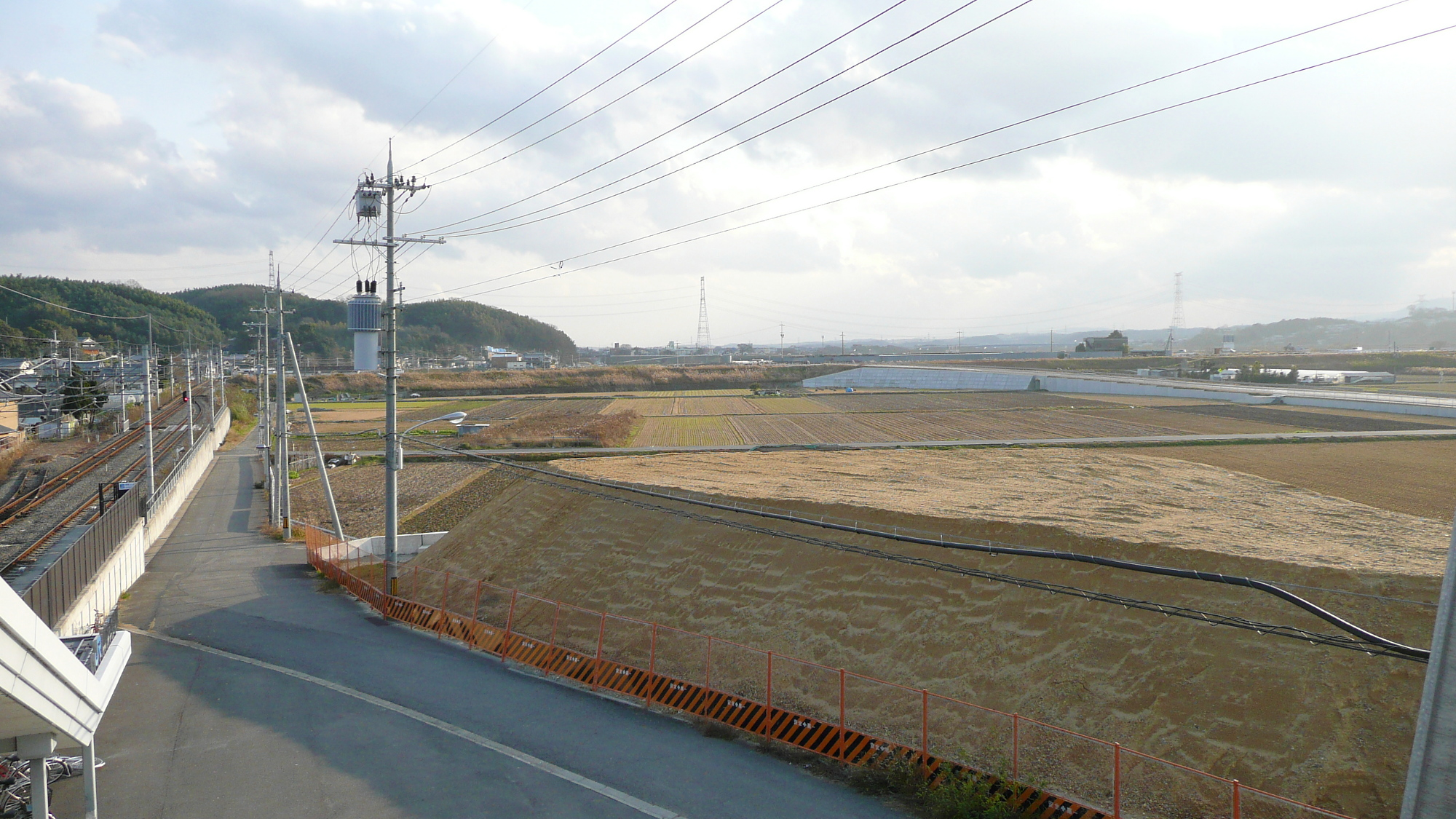
西口前

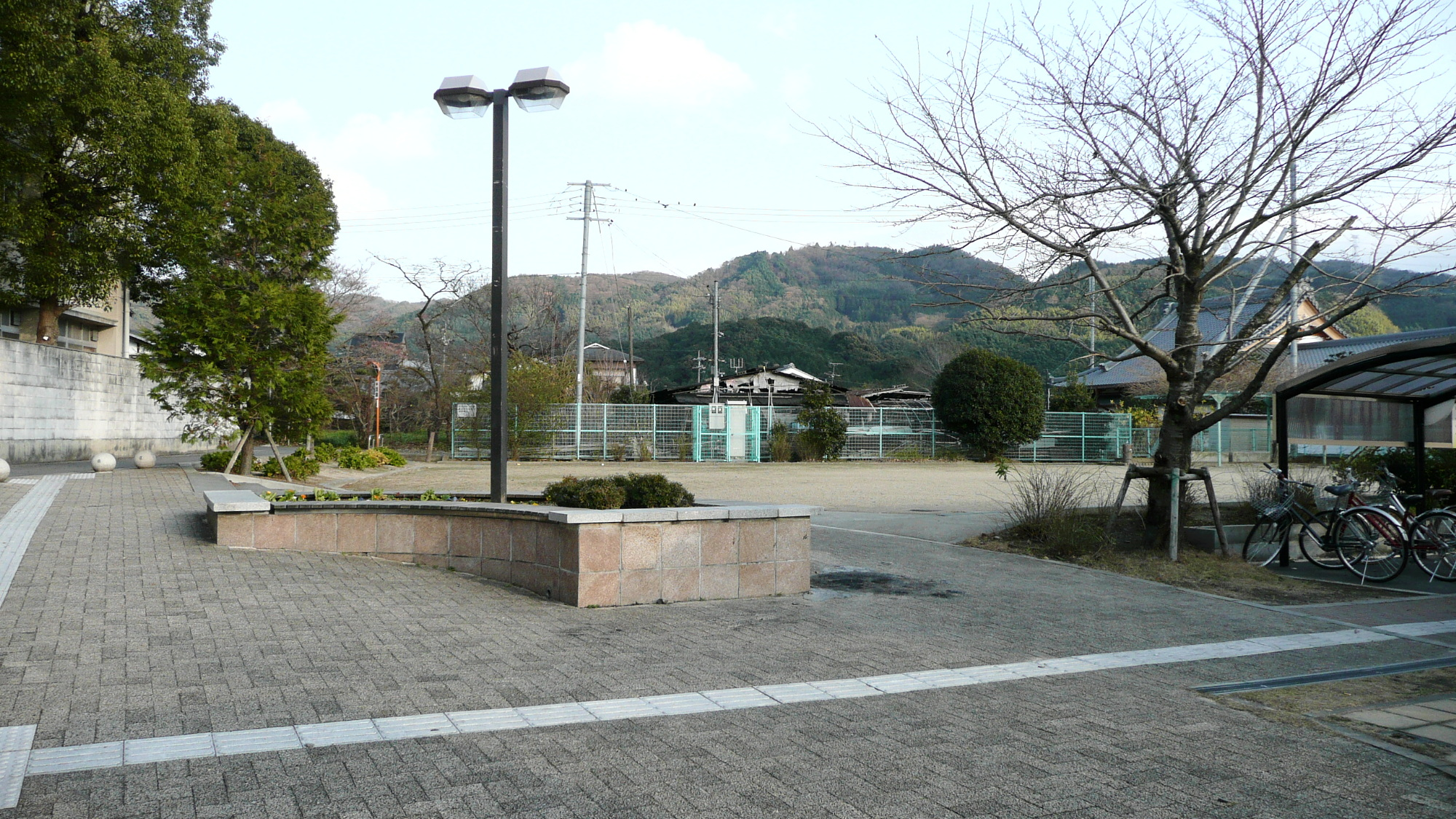
東口前

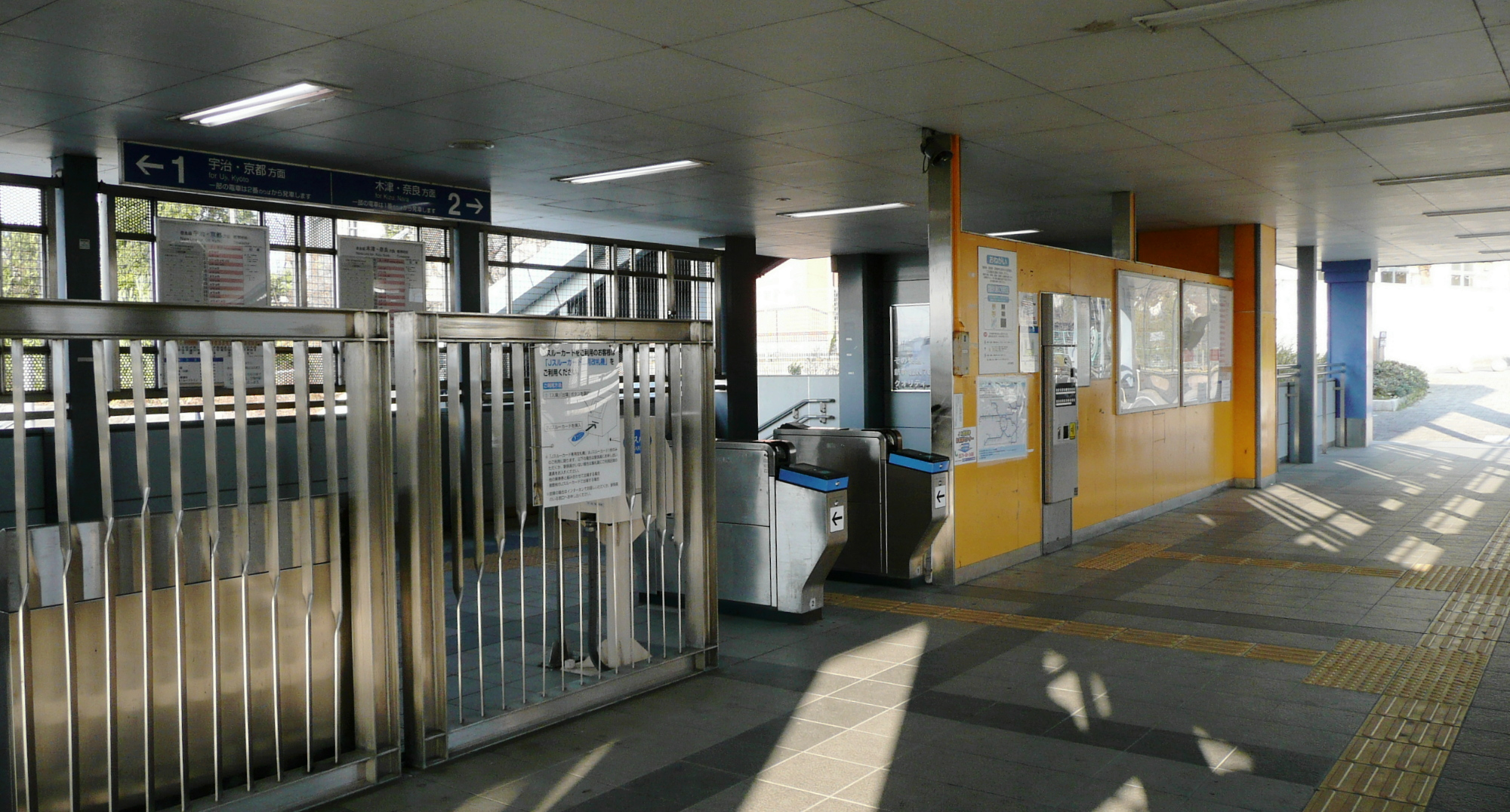
驗票口

山城多賀站（日语：／ Yamashiro-Taga eki */?）位於京都府綴喜郡井手町大字多賀小字內垣內，是西日本旅客鐵道（JR西日本）奈良線的鐵路車站。車站編號為JR-D15。

## 歷史
- 1955年（昭和30年）7月15日 - 本站於國鐵奈良線的山城青谷站 - 玉水站（日语：玉水駅）間新設開業。
- 1987年（昭和62年）4月1日 - 由於國鐵分割民營化，成為西日本旅客鐵道（JR西日本）的車站。
- 2000年（平成12年）4月7日 - 橋上站房完工[1][2]。
- 2001年（平成13年）3月3日 - 從1面1線擴張成2面2線。
- 2003年（平成15年）11月1日 - 可使用IC卡「ICOCA」乘車[3]。
- 2018年（平成30年）3月17日 - 導入車站編號。
- 2020年（令和 2年）12月6日：本站到玉水站路段雙線軌道化[4]。

## 車站構造
曾經為單式月台1面1線的小站，2000年（平成12年）4月改建為橋上車站，翌年（平成13年）3月，成為擁有交會設備的側式月台2面2線的車站。
本站為無人車站，受宇治站管轄。設有自動售票機，可購買近距離的普通車票。

### 月台配置
| 月台 | 路線   | 方向 | 目的地        | 備註                        |
| ---- | ------ | ---- | ------------- | --------------------------- |
| 1    | 奈良線 | 上行 | 往 宇治、京都 | 早上一部份列車會停在2號月台 |
| 2    | 奈良線 | 下行 | 往 木津、奈良 |                             |

## 使用狀況
根據「京都府統計書」及「井手町統計書」的資料，1日的平均上車人次如下表。
| 年度   | 一日平均 上車人次 |
| ------ | ----------------- |
| 1999年 | 477               |
| 2000年 | 455               |
| 2001年 | 455               |
| 2002年 | 416               |
| 2003年 | 395               |
| 2004年 | 389               |
| 2005年 | 389               |
| 2006年 | 397               |
| 2007年 | 402               |
| 2008年 | 386               |
| 2009年 | 389               |
| 2010年 | 392               |
| 2011年 | 393               |
| 2012年 | 399               |
| 2013年 | 422               |
| 2014年 | 395               |
| 2015年 | 418               |
| 2016年 | 434               |
| 2017年 | 453               |

## 車站周邊
- 高神社
- 真藏院
- 井手町立多賀小學校
- 山城多賀郵局
- 南川螢火蟲公園
- 山城駕訓班

## 相鄰車站
西日本旅客鐵道
 奈良線
■京路快速、■快速
通過
■區間快速、■普通
山城青谷（JR-D14）－山城多賀（JR-D15）－玉水（JR-D16）

## 外部連結
- 山城多賀｜車站資訊：JR出門網 - 西日本旅客鐵道